# Martin Stadion
A Martin Stadion egy atlétikai sportlétesítmény a Washingtoni Állami Egyetem pullmani kampuszán. A létesítmény a Washington State Cougars otthona.
A létesítmény tengerszint feletti magassága 765 méter, amellyel a Pac-10 stadionjai között ez a legmagasabban fekvő.
A stadion kommentátora Glenn Johnson Professzor Emeritus, egyben Pullman polgármestere. A férfi híressé vált mondása az „És MÉG EGY Cougars first down!” Az utóbbi években a szurkolók Johnsonnal együtt kántálták a „COUGARS FIRST DOWN!” buzdítást.

## Történet
A stadion névadója Clarence D. Martin kormányzó, Cheney polgármestere, valamint a WSU egykori hallgatója. Fia, Clarence D. Martin, Jr. (Dan) 1972 januárjában 250 000 dollárt adományozott a sportlétesítmény megépítésére azzal a feltétellel, hogy azt édesapjáról nevezik el. Dan özvegye, Charlotte 1978-ban 250 ezer, 1979-ben pedig 150 ezer dollárral támogatta a létesítményt.
A stadion 1972. szeptember 30-án nyílt meg; az első játékot 20 600 ember előtt a Utah Utes ellen játszották, ahol a Cougars 19 pontos vereséget szenvedett. A WSU az 1970-es és 1971-es évadokban a spokane-i Joe Albi Stadionban játszott.
Az 1972-es szezon kezdetekor a déli lelátó, a sajtópáholy, a világítás és a gyepszőnyeg volt újonnan telepített; az északi és keleti szektorok a Rogers Sportpálya hagyatékai. 1972-ben a stadion befogadóképessége 22 600 fő volt; a korábbi fa felépítmények 1974-es lebontásával és ezek betonra cserélésével 1975-ben már 26 500-an tudtak helyet foglalni, a Rogers egykori keleti lelátóját pedig végül 1999-ben cserélték le. A többi hasonló létesítménnyel ellentétben a Martin Stadion nem észak–déli, hanem kelet–nyugati tájolású.
A 2003-as átalakítások eredményeképp a férőhelyszám 35 117 főre, a 2014-es munkálatok eredményeképp pedig 32 952 főre csökkent. A Reser Stadion bővítése óta a Martin Stadion mind a Pac-10, mind a Pac-12 sportlétesítményei között az utolsó helyen szerepel a befogadóképességet tekintve. Az eddigi legtöbb néző (40 306) 1997. november 15-én, a Stanford Cardinal elleni mérkőzésen volt; a játékkal a WSU 67 év óta először részt vehetett a Rose Bowlon.
Az alacsony férőhelykapacitás ellenére a Martin Stadion rendelkezik a legmagasabb férőhelyaránnyal: ez a szám mind a város, mind a megye tekintetében 1:1. Egy 10–3 eredménnyel záruló évadot, illetve a vereség nélküli 2003-as szezont követően a Sports Illustrated szerint a vendégcsapatok szerint a Martin jelenti a legnagyobb kihívást.

### Az 1979-es bővítés
A Martin Stadion az egyik első főiskolai sportkomplexum volt, ahol a bővítést a 402 méteres futópálya felszámolásával és a játéktér öt méterrel való lesüllyesztésével oldották meg, ezáltal tizenkétezer új férőhely jött létre, amelyek közelebb voltak a pályához és a vendégszektorhoz is. Az átalakított létesítményben először október közepén játszottak, amikor a WSU Cougars a UCLA Bruinst győzte le 17–14-es eredménnyel.
A Mooberry futópályát a stadiontól északra, a korábbi baseballpályán jelölték ki; startpontja az északnyugati sarok. A baseballcsapatot a golfpályához közelebb, északnyugatra (a Bailey–Brayton Stadionba) költöztették át; eredetileg ezt a területet jelölték ki a futópálya számára, azonban a talajjal kapcsolatos problémák miatt ezt elvetették.

### A 2006–2014 közötti felújítás

#### 2006–2008
A felújítás első és második szakaszai a 2006-os amerikaifutball-idény végén kezdődtek; a művelek célja a stadionon belüli és kívüli közterületek fejlesztése volt. Az északi oldalon új aulát építettek, valamint több új büfé és mosdó is létesült, illetve a lelátó nyugati oldalánál elhelyezett eredményjelzőt is felújították. A stadion északkeleti részén egy új köztér és jegyiroda is megvalósult, valamint a keleti oldalon, a Stadium Way mentén a létesítményre utaló jelzést is elhelyeztek.

#### The Cougar Football Project (2011–2014)
Az átépítés harmadik és negyedik szakasza „The Cougar Football Project” néven ismert; a beruházást két nagyobb projektre bontották, melyeket apróbb fejlesztések követtek.
A „Southside Project” egy 80 milliós beruházás, melynek során a déli oldali régi sajtópáholyt lecserélték, mert nem teljesítette a Pac-12 országos közvetítésekre vonatkozó követelményeit, és további, emelt komfortfokozatú zónákat, illetve egy klubszobát is kialakítottak. A bővítés során 1900-zal nőtt a prémium férőhelyek száma: 21 luxuspáholy (négy 24 fős, kilenc 18 fős és nyolc 12 fős), 42 panorámapáholy (27 ötfős és 15 hatfős) lett kialakítva, valamint 1300-zal (1200 külső és 100 belső) nőtt az emelt komfortú székek száma. A bontási munkálatok 2011 novemberében kezdődtek, az új férőhelyek pedig a 2012-es évad első játékára készültek el.
A „West End-Zone Project” egy hatvanegy millió dolláros beruházás, melynek részeként új öltözőket, tárgyalókat, edzői irodákat hoztak létre, valamint kialakították a hírességek csarnokát és a korábbi játékosok számára biztosított helyszínt. A finanszírozásról 2012 novemberében döntöttek, és 26-án el is kezdődtek a munkálatok, amelyek a 2014-es szezon kezdetéig tartottak.
A második projekt keretében a stadion audiovizuális berendezéseit is fejlesztették, valamint építészeti átalakításokat is végeztek. A keleti oldalon található eredményjelzőt egy 22×11 méter méretű LED-es táblára cserélték, amely 12%-kal nagyobb elődjénél, és szélesebb betekintési szöggel rendelkezik, 1708×840 pixeles felbontása pedig az egyik legnagyobb az egyetemi sportlétesítményekben használt hasonló berendezések közt. A prémium szektor köré egy 1,3 méter magas és 106 méter széles LED-kijelzőt telepítettek, majd 2014-ben a lelátó északi oldalát is kiegészítették egy hasonló eszközzel. Az eredményjelzőn és a kijelzőkön az idegen helyszíneken játszott mérkőzések pontszámait, különböző animációkat és hirdetéseket jelenítenek meg. A beszédek tisztább hallhatósága érdekében egy egyedi hangrendszert is telepítettek az épületben.
2014-ben a játékteret a lelátóktól elválasztó betonfalat téglaburkolatot kapott, az acélkerítéseket pedig feketére festették, hogy a külső és belső elemek esztétikailag jobban illeszkedjenek egymáshoz.

## Játéktér

### Gyepszőnyeg
A játékpályát jelenleg a FiberTurf Revolution Fiber gyepszőnyege borítja, amelyet a 2014 nyarán véghezvitt hatvanegy millió dolláros beruházás részeként telepítettek. A borítást az Ohio, a Notre Dame és a Gillette stadionokban, valamint a CenturyLink Fielden használják még. A borítás labdarúgómérkőzésekre való alkalmasság szempontjából a FIFA-tól két csillagos besorolást kapott.
A pályát 1972-ben az AstroTurf műfüvével borították be, majd 1979-ben ezt a SuperTurfre cserélték, amelyet 1984-ben újítottak fel. 1990-től a játéktéren homokos Omniturf-gyepszőnyeget használtak, majd 2000-ben telepítettek először FieldTurf műfüvet, amelyet 2006-ban cseréltek. A Rogers pálya természetes gyeppel volt borítva.

### Gólvonalak
A Doak Campbell (Florida State Seminoles) és a Tiger (LSU Tigers) stadionok mellett a Martin a harmadik, ahol a gólvonalakat a hazai meccseken két támasztórúd jelzi; a Martin Stadionban ezek 1990-ben, az Omniturf telepítésével jelentek meg, ekkor a Cougars elvesztette az éves mérkőzést. Az egy támasztórúddal rendelkező jelölőket az 1982-es és 1988-as Apple Cup-győzelmek után bontották el. Az 1991-es idényre a vonalak távolságát az NFL-szabványoknak megfelelően 5,64 méterre módosították. Az 1992-es Cougars-győzelemkor már mindkét gólvonal az új helyén volt megtalálható.

## Mérkőzések

### Apple Cup
A WSU-n minden páros évben megrendezik az Apple Cupot, amely során a Cougars a Washington Huskiesszal csap össze. Az 1950–1980 közötti időszakban az 1954-est kivéve minden mérkőzést a spokane-i Joe Albi Stadionban játszottak. A WSU Cougars ezen években 3–12-es eredménnyel (.200) végzett (1958-ban, 1968-ban és 1972-ben nyertek), míg a Rogers pályán játszott meccseiket (1948 és 1954) megnyerték.
Az 1982-es Cougars-győzelem óta az Apple Cup minden mérkőzését a Martin Stadionban játsszák; 2016-ig a WSC a 18 játékból hetet (.389) nyert meg.

### Idaho Vandals
1999 és 2001 között az Idaho Vandals két és fél idény idejére a Martin Stadiont használta, mivel a csapat az I-AA osztályból az I-A-ba került vissza, és az NCAA által megfogalmazott feltételeket az általuk használt Kibbie Dome nem teljesítette.
Később a férőhelyekre vonatkozó szabályokat megváltoztatták, és a Vandals visszaköltözhetett saját sportlétesítményébe. A csapat 2017 során az FBS tagjaként szerepelt, majd a Big Sky Conference részeként visszatértek az FCS-be, ahová az atlétikai programot 2014-ben áthelyezték.
A WSU Cougars és az Idaho Vandals 1998 óta a Battle of the Palouse keretében minden évben megmérkőzik egymással. A játékot a Martin Stadionban szokták megtartani, azonban a 2003-as játékra a seattle-i CenturyLink Fielden került sor. Tíz év elteltével a Vandals vezetőedzője, Robb Akey (a Cougars korábbi védőedzője) szerint a játékot nem kellene minden évben megrendezni. A javaslatot elfogadták, így 2007 után csak 2013-ban és 2016-ban tartották meg újra a mérkőzést.

## Tűz a Rogers Sportpályán
1970. április 4-én vasárnap (a tavaszi szünet első napján) 22 óra 30 perckor a környéken lakók a pálya felől pisztolylövésszerű hangot hallottak. Éjjel kettő órára az 1930-ban épült faszerkezet déli nagy lelátója, valamint a sajtópáholy ezer szemlélődő és tűzoltó szeme láttára teljesen leégett. A tűz okára, illetve az elkövető személyére nem derült fény, habár számos gyanúsítottja volt az ügynek.
A Cougars a tűz következtében az 1970-es és 1971-es idényeket a spokane-i Joe Albi Stadionban játszotta. A Rogers esete az Idaho Vandalsra is kihatott, mivel 1969-ben háromszor játszottak itt, és a tervek szerint 1970-ben további négy mérkőzésük lett volna, mivel a csapatnak otthont adó, szintén fából készült Neale Stadion 1969 novemberében gyújtogatás áldozata lett. Mivel a környéken nem volt megfelelő sportlétesítmény, a Vandals az 1970-es mérkőzéseit végül a csökkentett kapacitású Rogers pályán játszotta le, majd 1971 októberében visszatértek saját campusukra. A Spokane-ben lejátszott 1970. szeptember 19-i Cougars-Vandals játékot „Kényszerű meccs” néven emlegették, amely 44–16-os eredményével elhozta a WSU egyetlen szezonbeli győzelmét.
Rogers Sportpálya névvel jelenleg a Martin Stadiontól nyugatra eső, városi sportokra és futballedzésekre használt területeket illetik.

## Fordítás
- Ez a szócikk részben vagy egészben  a   Martin Stadium című angol Wikipédia-szócikk ezen változatának fordításán alapul.  Az eredeti cikk szerkesztőit annak laptörténete sorolja fel. Ez a jelzés csupán a megfogalmazás eredetét és a szerzői jogokat jelzi, nem szolgál a cikkben szereplő információk forrásmegjelöléseként.